# Joseph Poelaert
Joseph Poelaert (Bruselas, 21 de marzo de 1817-ibídem, 3 de noviembre de 1879) fue un arquitecto belga que realizó toda su obra en su ciudad natal. Su gusto por la grandiosidad se materializó en numerosas edificaciones tan monumentales como sobrecargadas. Entre sus edificios cabe citar, la iglesia Sainte-Cathérine (1854), el Théâtre Royal de la Monnaie (1856), la iglesia de Nuestra Señora del suburbio de Laeken (1872) y el palacio de Justicia de Bruselas (1879), quizá su obra más importante.

## Biografía
Nacido en Bruselas de Philip Poelaert (1790-1875), un antiguo estudiante de arquitectura en la Real Academia de Bellas Artes de Bruselas, Poelaert también se formó allí con Tilman-François Suys, y luego en París con Louis Visconti y Jean-Nicolas Huyot.
Poelaert llamó la atención por primera vez con su participación ganadora en el concurso para la Columna del Congreso en 1849. Fue nombrado arquitecto de la ciudad de Bruselas en 1856.
El encargo más importante de Poelaert fueron los colosales tribunales de justicia de Bruselas, el edificio individual más grande construido en el siglo XIX e incluso copiado en menor escala en el Palacio de Justicia de Perú. Durante Su construcción, los habitantes del barrio de Marollen, el barrio de clase trabajadora de los tribunales de justicia, le dieron a Poelaert el apodo de "arquitecto Skieven" (más o menos, "el arquitecto corrupto") porque el largo período de construcción expulsó a muchos habitantes de sus casas, con la ayuda de la policía local. El apodo también se refiere a "arquitecto jefe" porque muchos de los trabajadores de los tribunales de justicia eran ingleses. Los habitantes locales corrompieron "arquitecto jefe" a "arquitecto skieven", con un significado totalmente diferente en el dialecto de Bruselas.
Poelaert mismo residía en el corazón de la rue des Minimes en el Marolles en una casa contigua a sus vastas oficinas y talleres y se comunicaba con ellos.
La plaza Poelaert, la plaza más grande de Bruselas, se encuentra frente al edificio de los tribunales.
Está enterrado en el cementerio de Laeken bajo una versión en miniatura de su propio Palacio de Justicia. Poelaert era el tío abuelo del arquitecto belga [Henri Van Dievoet]].

## Obras
- 1850-1859: Columna del Congreso, que conmemora la creación de la Constitución de Bélgica por el Congreso Nacional de 1830-1831
- 1854-1874: Iglesia Sainte-Cathérine, Bruselas
- 1854-1909: Iglesia de Notre Dame de Laeken, Bruselas, fue consagrada en 1872
- 1856: Teatro Real de la Moneda, Bruselas, reconstrucción tras el incendio de 1855
- 1866-1883: Palacio de Justicia de Bruselas

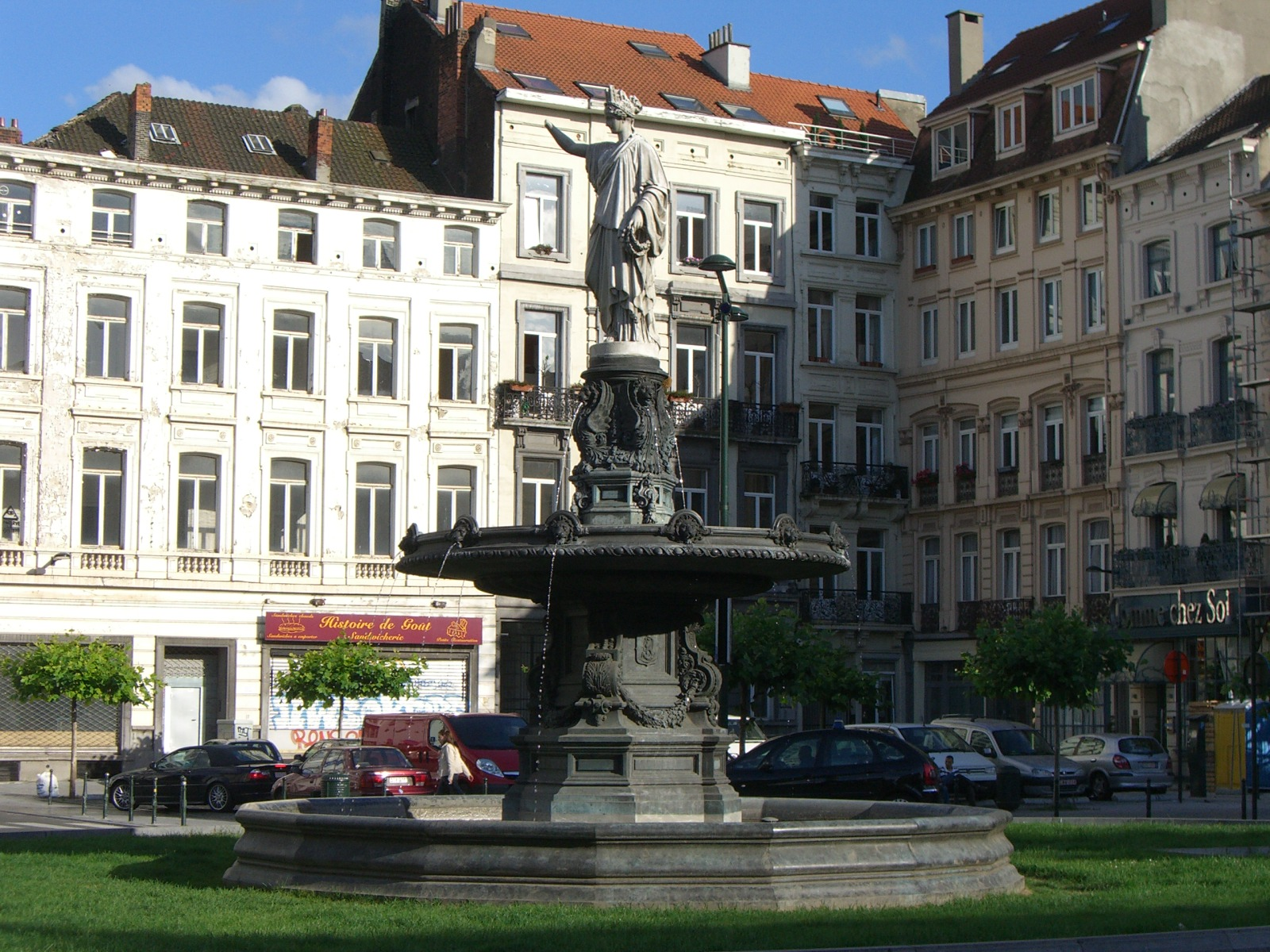
Fuente en la plaza Rouppe (1846-1848), coronada por una estatua de mármol blanco que personifica a Bruselas, de Charles Fraikin (1817-1893)
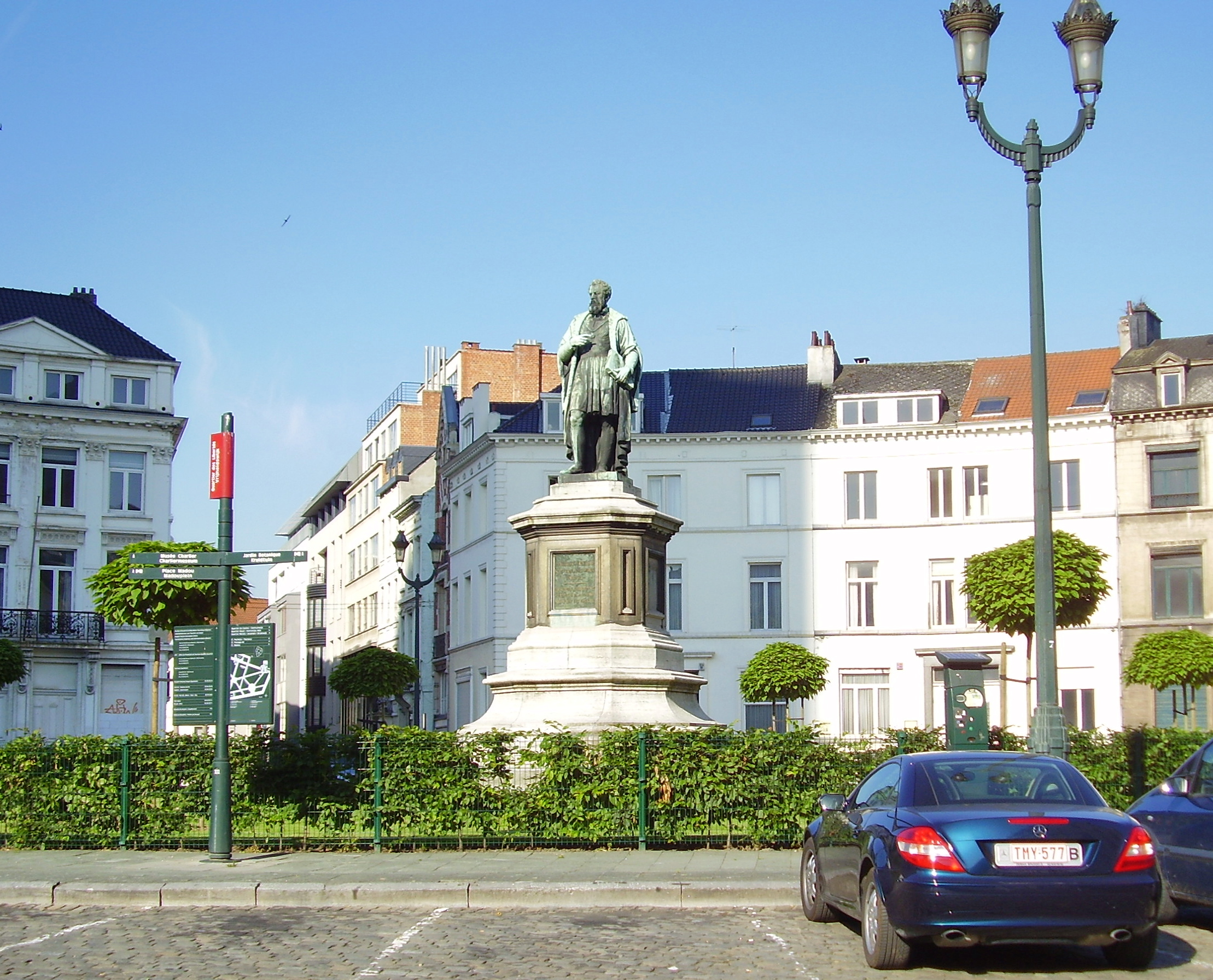
Reja y farolas para la Place des Barricades en Bruselas (1849)
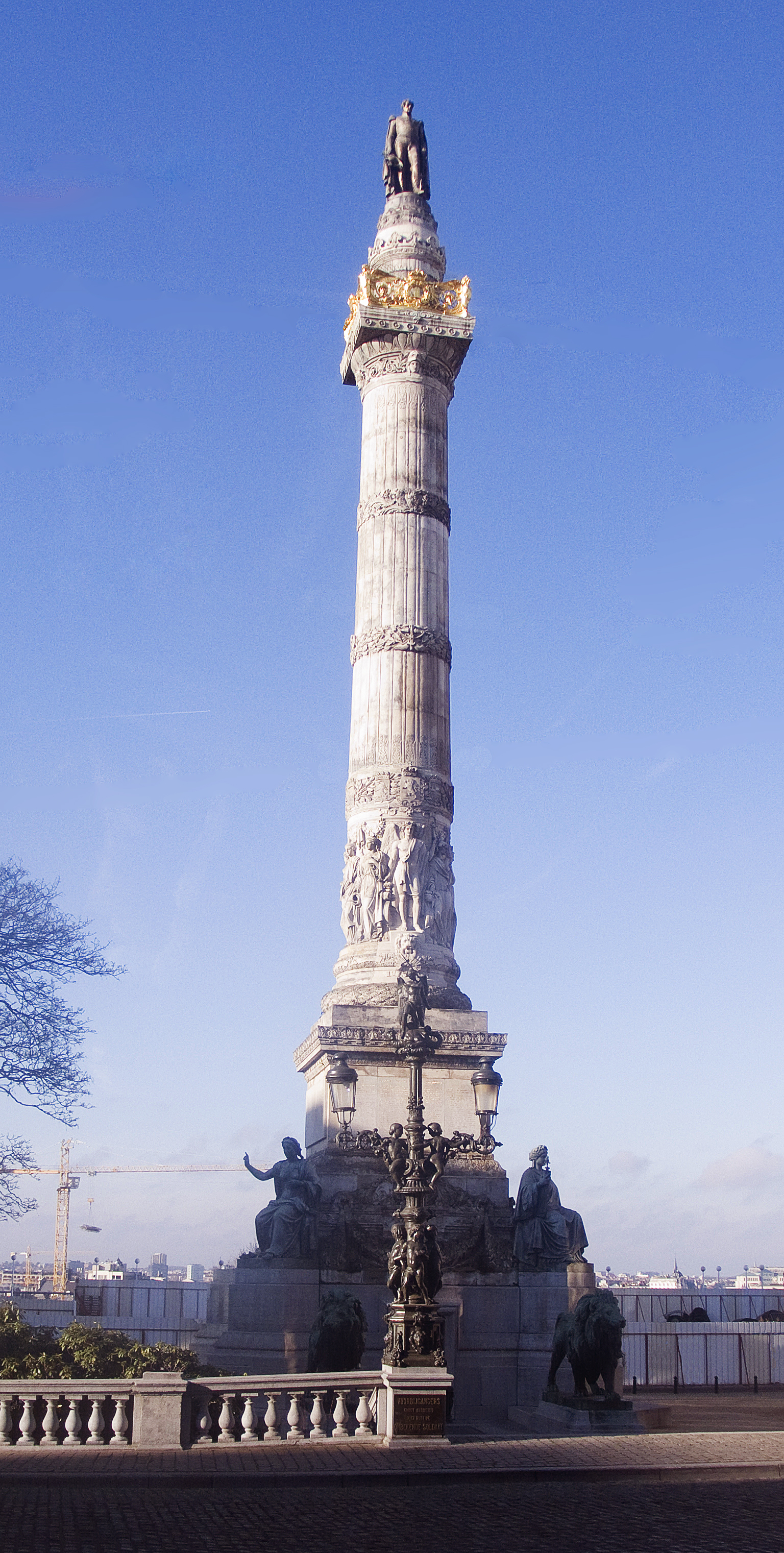
Columna del Congreso (1850-1859)
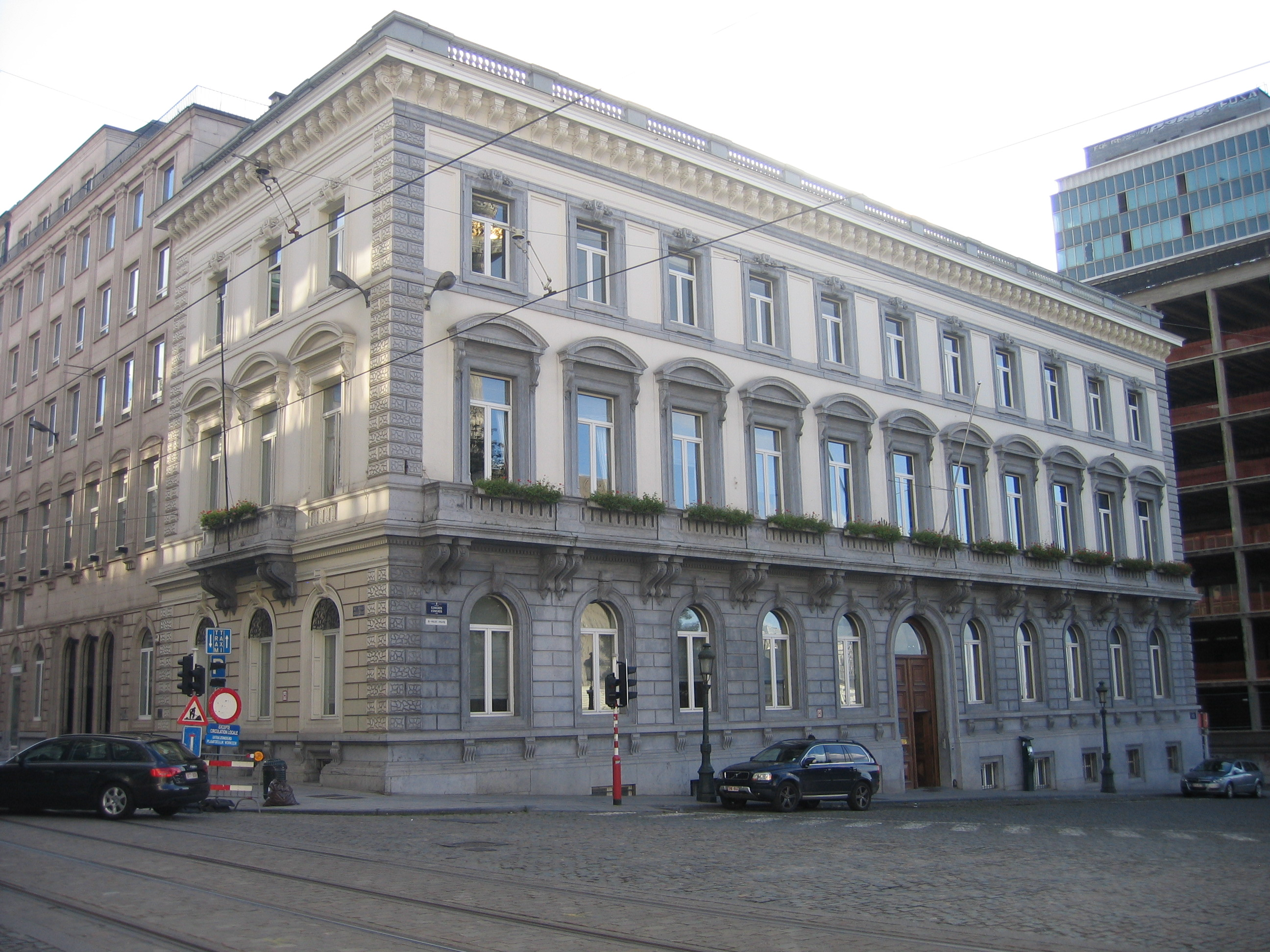
Palacio, plaza del Congreso, 1 (1850-1852)
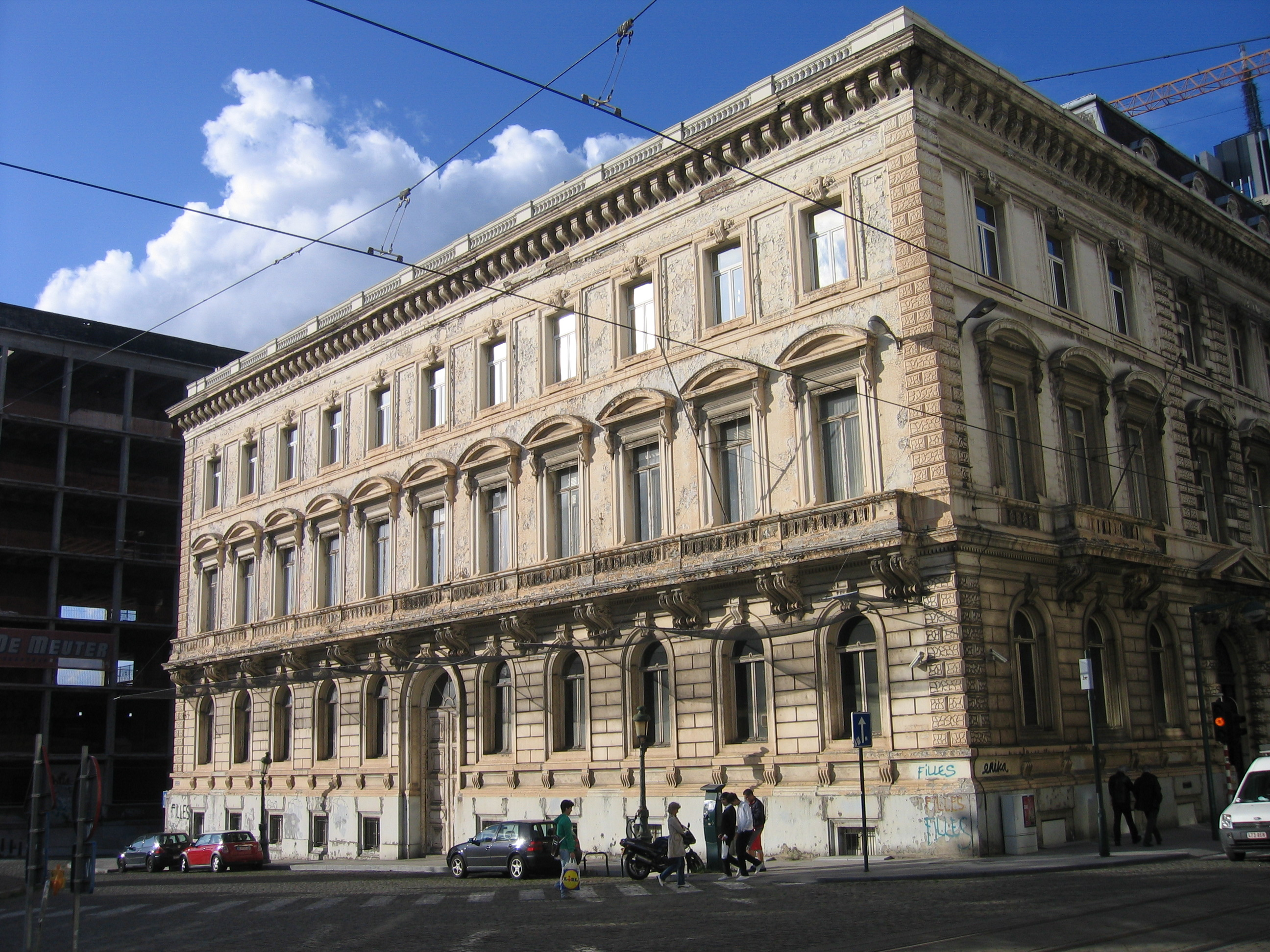
Palacio, plaza del Congreso, 2 (1851-1852)

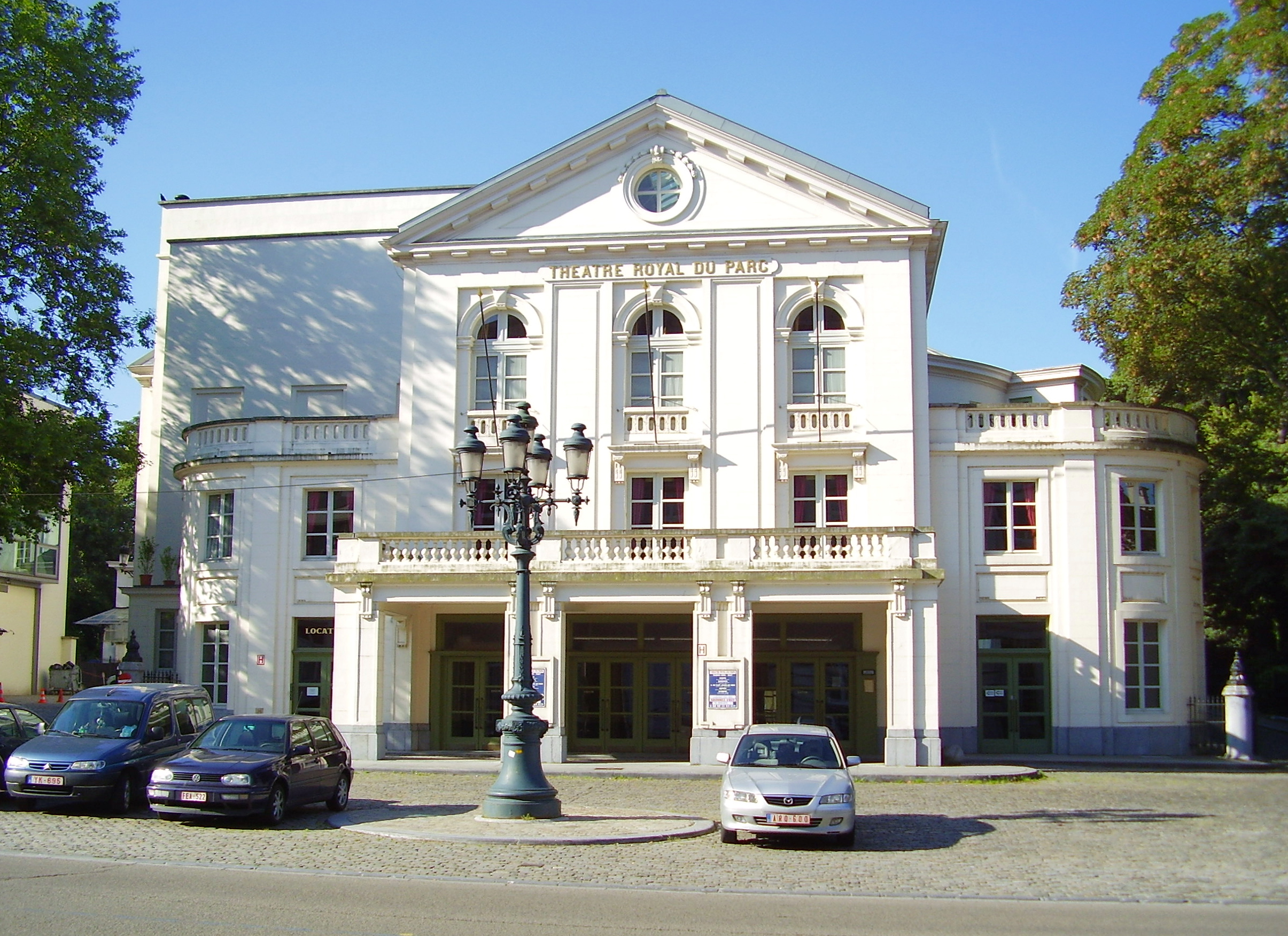
Canopio del Teatro Real del Parque (1851)
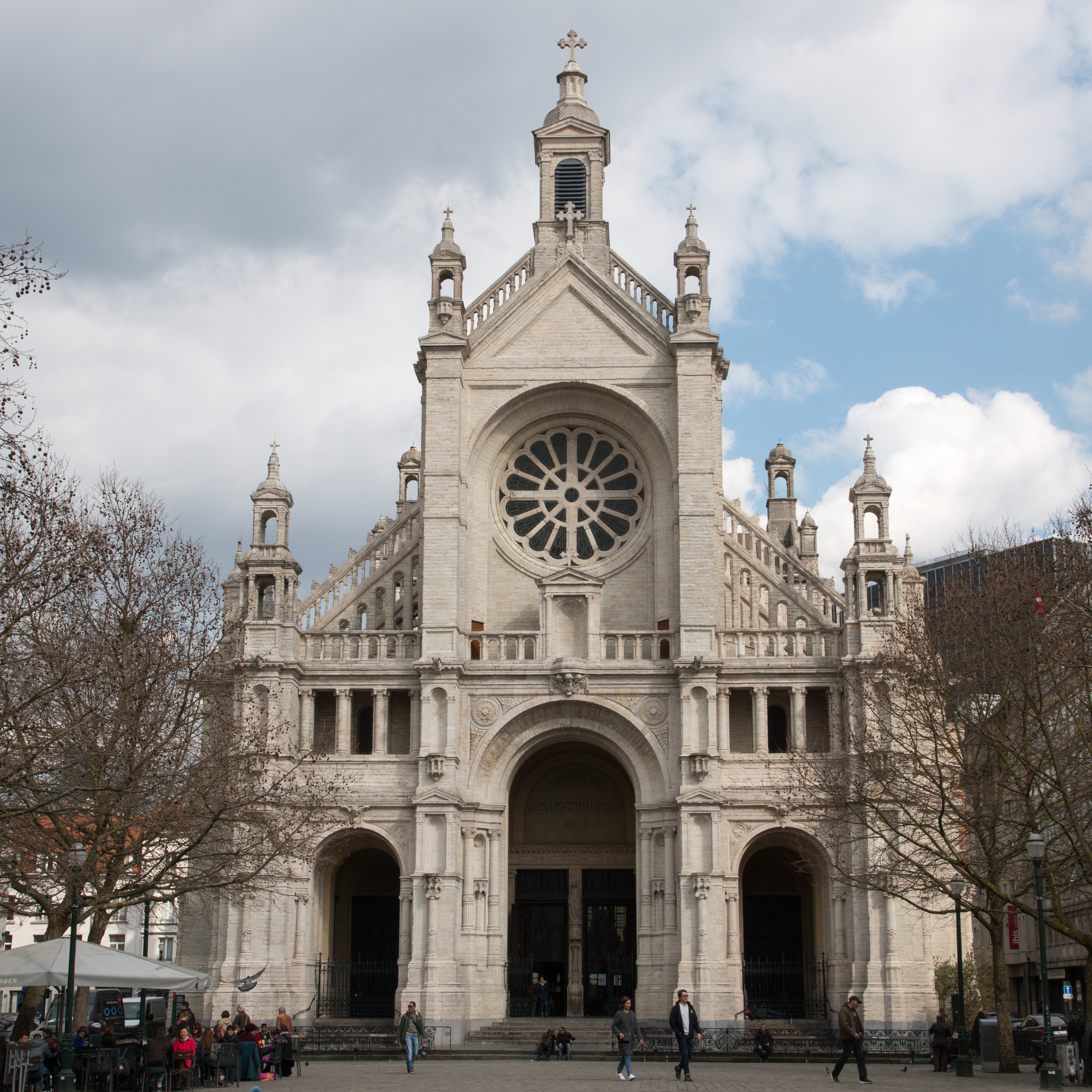
Iglesia de Santa Catalina (1854-1874)
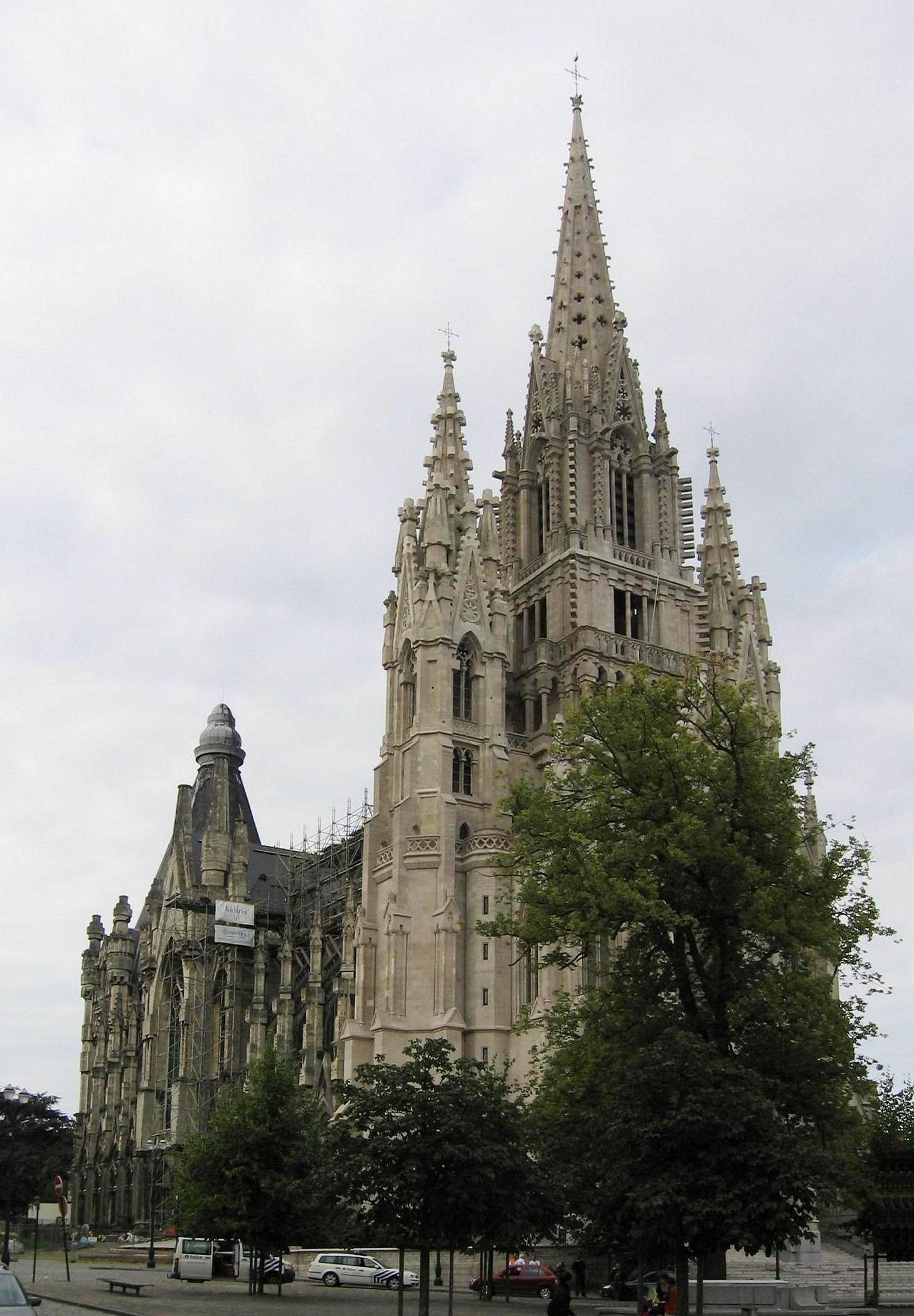
iglesia de Nuestra Señora del suburbio de Laeken, Bruselas  (1854-1874)
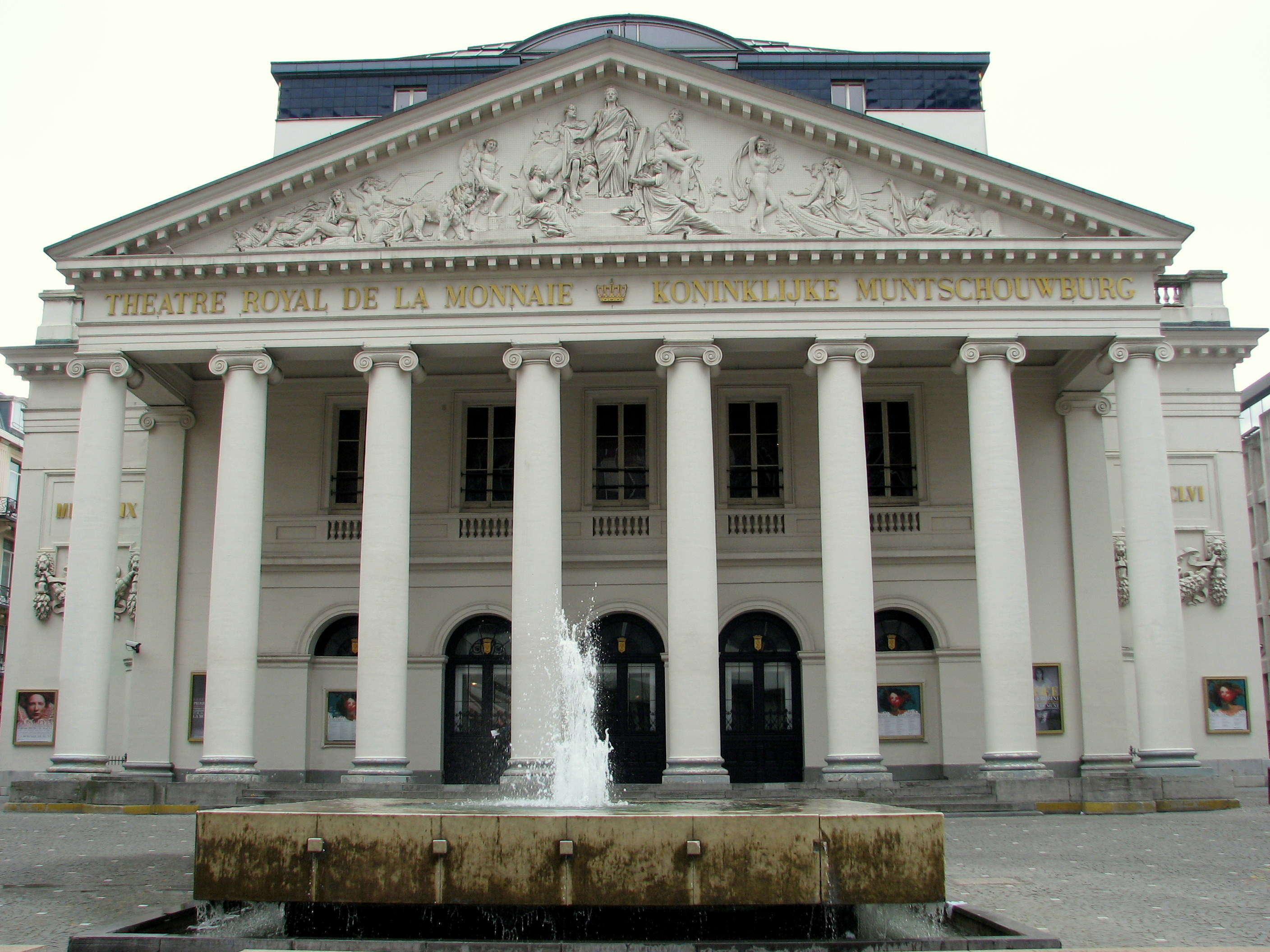
Teatro Real de la Moneda, Bruselas (1855)
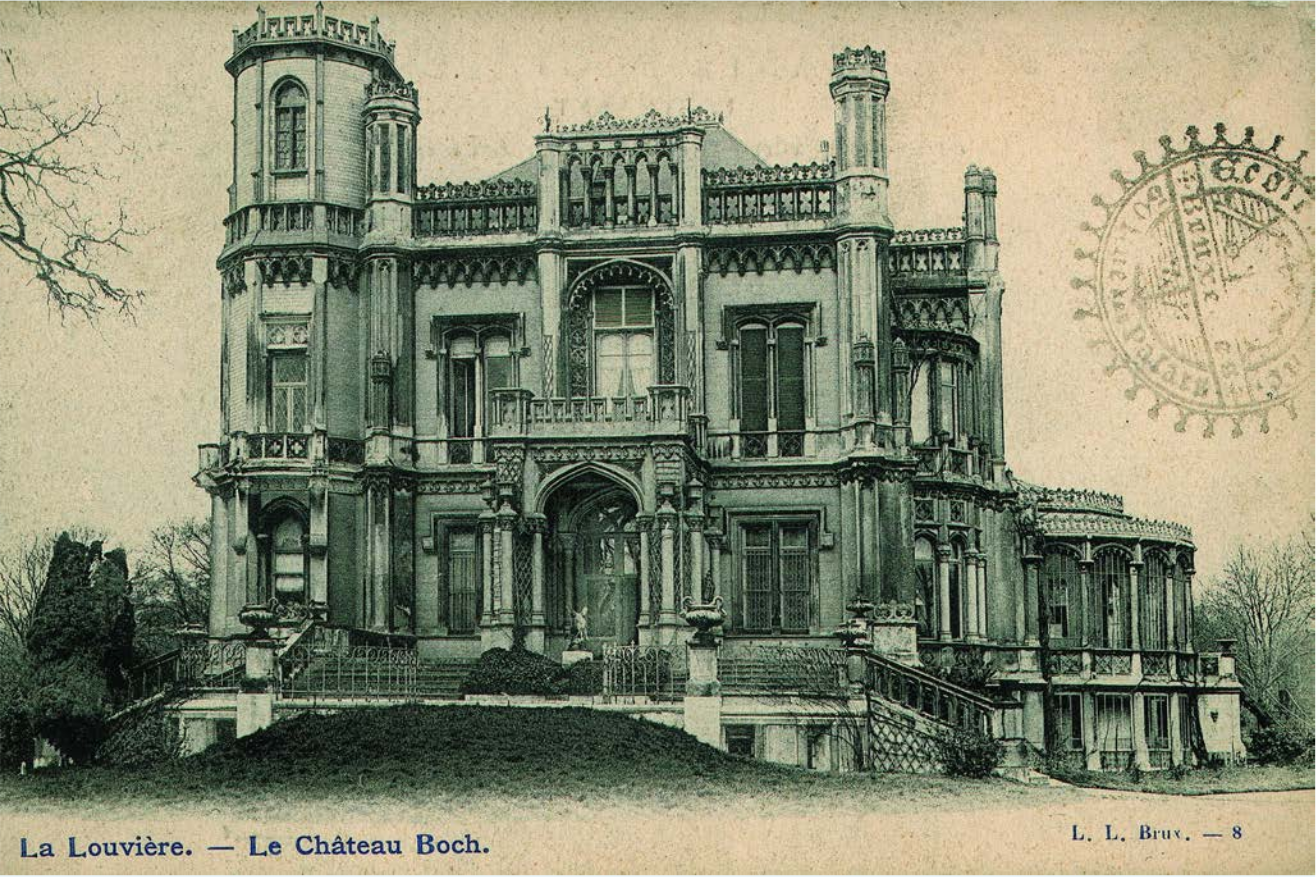
Château de La Closière (llamado château Boch) en La Louvière (1857-1862)
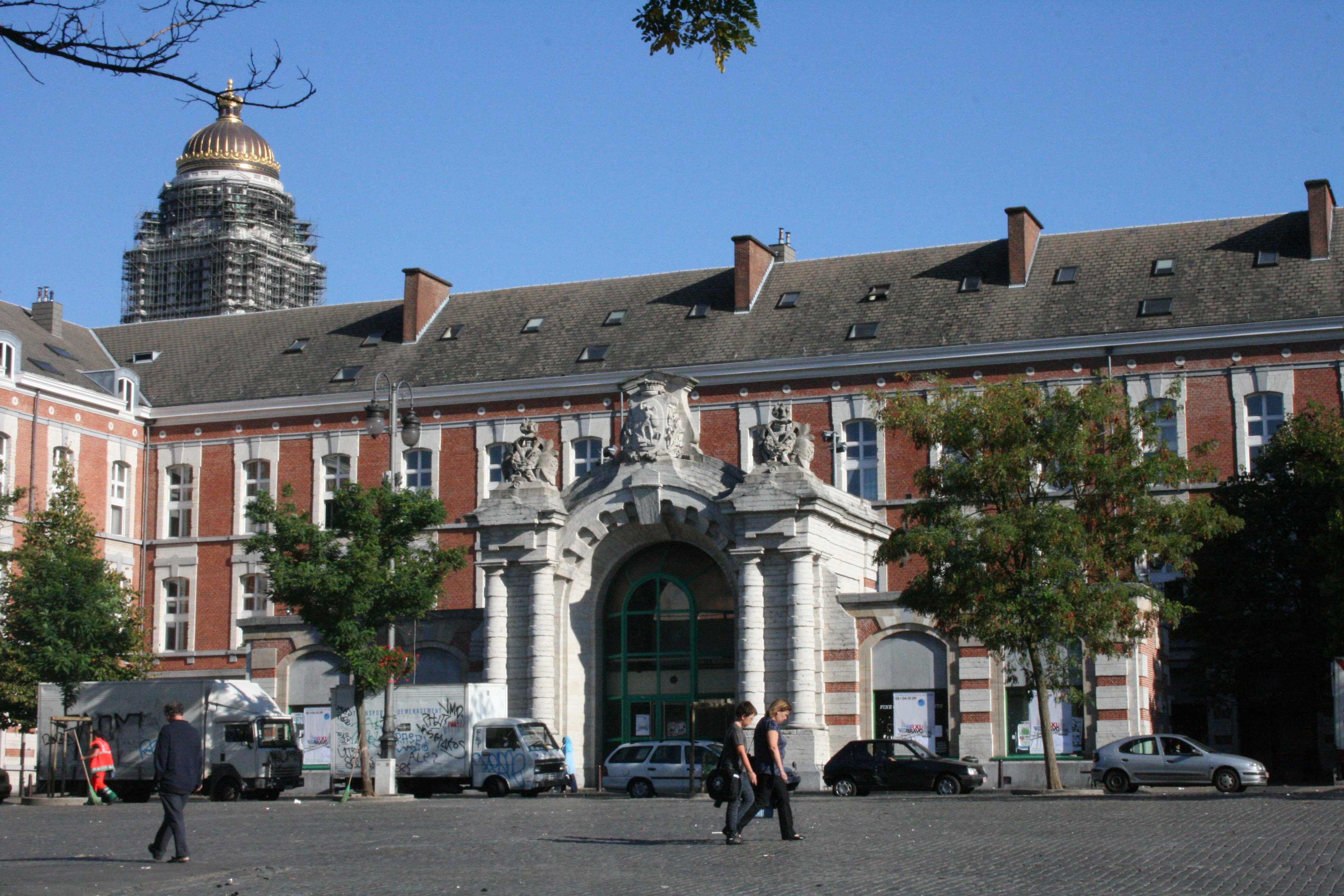
Estación de bomberos, plaza del Jeu de Balle, Bruselas (1859-1860)
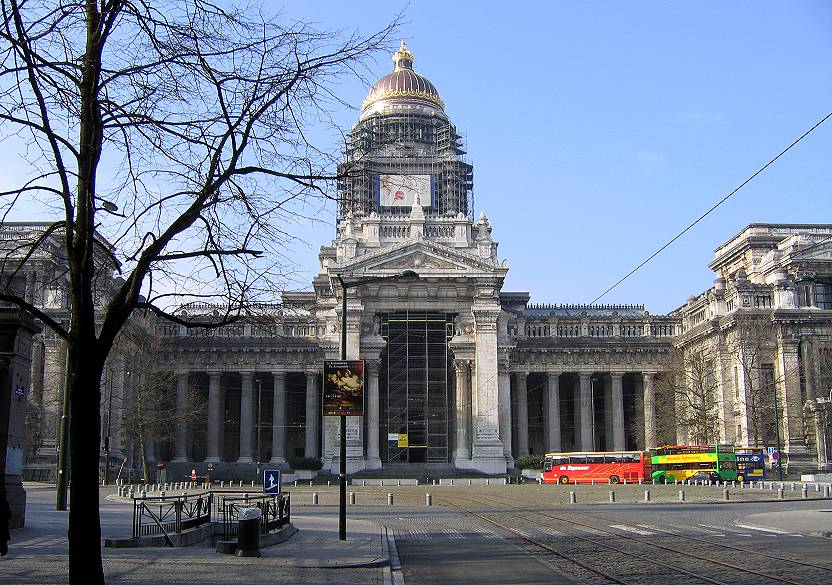
El palacio de Justicia de Bruselas (1862-1866) en obras de restauración

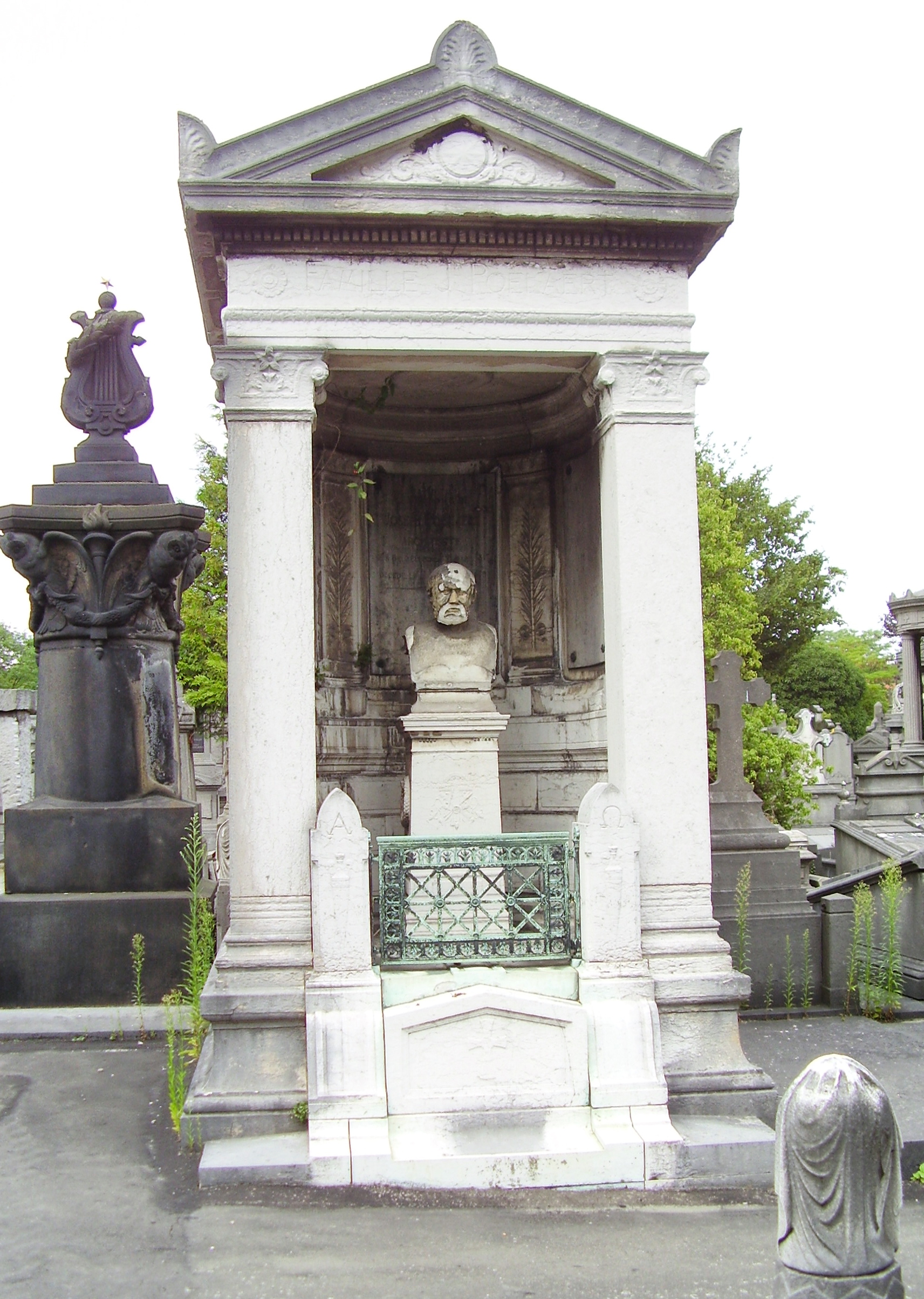
Tumba de Poelaert en el cementerio de Laeken
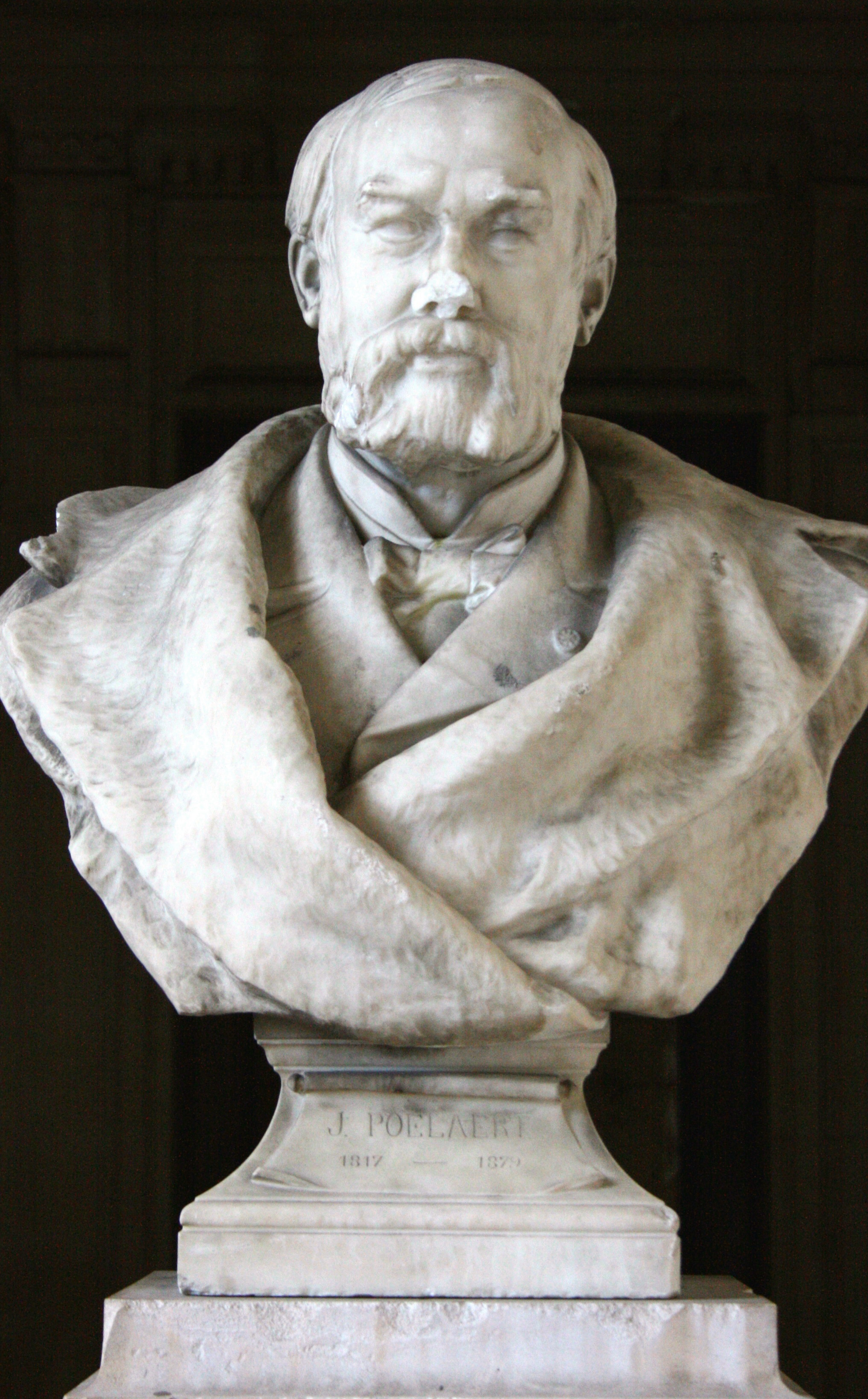
Escultura de Joseph Poelaert en los Tribunales de Justicia de Bruselas